# Episodi di Girls (seconda stagione)
La seconda stagione della serie televisiva Girls è stata trasmessa sul canale statunitense HBO dal 13 gennaio al 17 marzo 2013.
In Italia la stagione è stata trasmessa su MTV dal 13 febbraio al 17 aprile 2013.
| nº | Titolo originale       | Titolo italiano      | Prima TV USA     | Prima TV Italia  |
| -- | ---------------------- | -------------------- | ---------------- | ---------------- |
| 1  | It's About Time        | Voltiamo pagina      | 13 gennaio 2013  | 13 febbraio 2013 |
| 2  | I Get Ideas            | Cambiamo prospettiva | 20 gennaio 2013  | 20 febbraio 2013 |
| 3  | Bad Friend             | Amicizie pericolose  | 27 gennaio 2013  | 27 febbraio 2013 |
| 4  | It's a Shame About Ray | Confronti dolorosi   | 3 febbraio 2013  | 6 marzo 2013     |
| 5  | One Man's Trash        | Voglio essere felice | 10 febbraio 2013 | 13 marzo 2013    |
| 6  | Boys                   | Punti di (s)vista    | 17 febbraio 2013 | 20 marzo 2013    |
| 7  | Video Games            | Genitori e figli     | 24 febbraio 2013 | 27 marzo 2013    |
| 8  | It's Bac               | Contare qualcosa     | 3 marzo 2013     | 3 aprile 2013    |
| 9  | On All Fours           | Un momento difficile | 10 marzo 2013    | 10 aprile 2013   |
| 10 | Together               | Insieme              | 17 marzo 2013    | 17 aprile 2013   |

## Voltiamo pagina
- Titolo originale: It's All About Time
- Diretto da: Lena Dunham
- Scritto da: Lena Dunham & Jenni Konner

### Trama
Qualche mese è passato dopo gli eventi della scorsa stagione. Hannah si prende cura di Adam, che ha una gamba rotta in seguito all'incidente dopo il loro ultimo litigio: i due, tuttavia, non stanno più insieme. Adam sembra non rassegnarsi, mentre Hannah in realtà ha già voltato pagina: la ragazza si gode una tranquilla e passionale relazione con Sandy, un ragazzo afroamericano dolce e gentile. Inaspettatamente, Marnie viene licenziata: la ragazza si trova così disoccupata, senza un fidanzato e con una madre assillante. Hannah ed Elijah sono ufficialmente coinquilini e sembrano andare d'amore e d'accordo: i due danno una festa per inaugurare il loro appartamento, invitando tutti gli amici e George, il fidanzato di Elijah, che si ubriaca e finisce col comportarsi in maniera inappropriata. Anche Shoshanna e Ray, dopo un brevissimo tentativo di relazione, hanno deciso di non vedersi più. Mentre Shoshanna appare molto distaccata, Ray le confessa di non poter stare lontano da lei, e i due finiscono per fare sesso di nuovo. Dopo aver chiesto ad Hannah di allontanare George, ormai troppo molesto, Elijah e Marnie si trovano in casa da soli: complici l'alcol e l'attrazione reciproca, i due iniziano un rapporto sessuale, che non viene portato a termine ma che, entrambi convengono, dovrà rimanere un segreto. Jessa e Thomas-John, sempre più legati, rientrano dal viaggio di nozze.

## Cambiamo prospettiva
- Titolo originale: I Get Ideas
- Diretto da: Lena Dunham
- Scritto da: Jenni Konner

### Trama
Marnie ha l'ennesimo colloquio di lavoro andato a vuoto: dopo averne parlato con Shoshanna e Ray, la ragazza decide quindi di cambiare direzione e di sfruttare il suo bel fisico, abbandonando le gallerie d'arte per un posto come hostess in un club. Elijah e George litigano dopo il party: il ragazzo rivela al fidanzato di aver fatto sesso con Marnie. George lo lascia, spingendolo ad interrogarsi sulla propria sessualità. Hannah cerca di concentrarsi sulla sua relazione con Sandy, mentre un Adam ormai guarito e sempre più assillante la perseguita con canzoni d'amore, serenate non richieste e incursioni in casa. La ragazza, terrorizzata dalle conseguenze che ci potrebbero essere, chiama la polizia, gridando ad Adam di lasciarla in pace: il risultato è che il ragazzo viene arrestato, non per lo stalking verso Hannah ma per una multa non pagata, e i due si separano in malo modo promettendo di non rivedersi più. Tuttavia, anche con Sandy non è tutto rose e fiori: Elijah, infatti, fa continui riferimenti alle idee repubblicane del ragazzo, mentre la vita matrimoniale di Jessa e Thomas-John sembra mettere Hannah ancora più in crisi. La ragazza, quindi, provoca con Sandy una discussione su politica e temi razziali: i due si scontrano duramente e finiscono con il lasciarsi.

## Amicizie pericolose
- Titolo originale: Bad Friend
- Diretto da: Jesse Peretz
- Scritto da: Lena Dunham & Sarah Heyward

### Trama
Hannah decide di provare la strada del giornalismo freelance e si propone a un giornale online: la direttrice accetta subito la sua candidatura, ma vuole che la ragazza scriva di esperienze estreme, che possano attirare i lettori. Per questo, dopo aver saputo che Hannah non ha mai sniffato cocaina, le suggerisce di provare e di raccontare la sua esperienza in un articolo. Per evitare conseguenze irreparabili, Elijah si offre di accompagnarla: i due coinquilini si procurano una dose tramite Laird, un ormai ex tossicodipendente che vive nel loro palazzo al piano terra. Sotto l'effetto della cocaina, i due trascorrono una serata estrema in un club, durante la quale Elijah si lascia sfuggire di aver fatto sesso con Marnie. Hannah rimane basita per il comportamento scorretto di entrambi; sarà proprio Laird a riportare a casa i due ragazzi, completamente sballati, dopo averli seguiti per ore. Nel mentre, nel locale dove Marnie lavora arriva Booth Jonathan, l'artista per cui la ragazza si era presa una cotta l'anno precedente: egli le rivolge le stesse attenzioni del passato e la porta a casa sua, dove le mostra alcune delle sue installazioni. I due hanno un rapporto sessuale, apparentemente poco soddisfacente: ciononostante, Marnie, eccitata da quanto è successo, corre immediatamente a casa di Hannah per sospendere le ostilità e raccontarle tutto. Purtroppo la ragazza si trova davanti una Hannah delusa e in ripresa dopo la notte brava, che, dopo aver cacciato Elijah di casa, litiga pesantemente anche con lei, rinfacciandole di non averla messa a parte di quanto era successo e di essere una pessima amica.

## Confronti dolorosi
- Titolo originale: It's a Shame About Ray
- Diretto da: Jesse Peretz
- Scritto da: Lena Dunham

### Trama
Hannah organizza una cena a casa sua per festeggiare la pubblicazione del suo nuovo articolo. Ovviamente Elijah non è invitato, ma lo sono Ray e Shoshanna, Charlie e Audrey... e Marnie. Gli ospiti male assortiti cominciano subito a litigare fra loro: Shoshanna scopre che Ray è stato cacciato dal proprio appartamento, e si rende bruscamente conto che il fidanzato trentatreenne dorme da lei quasi tutte le notti, essendosi in pratica trasferito nel suo appartamento. Audrey rivolge a Marnie una serie di frecciatine, che culminano in un litigio e in Marnie che si allontana bruscamente dalla cena. Charlie la segue in terrazza e prova a baciarla, confessandole di pensare ancora a lei; Marnie però lo respinge, rivelandogli di avere una relazione con Booth Jonathan. Anche Shoshanna affronta il fidanzato; al termine del confronto, la ragazza rivela a Ray di essersi innamorata di lui, e i due rinsaldano il proprio rapporto confessandosi i reciproci profondi sentimenti. Thomas-John ha organizzato una cena per presentare Jessa ai genitori: la ragazza, per la propria candida sfrontatezza, conquista il padre ma fa una pessima impressione alla madre. Prima di andarsene, la madre mette a Thomas-John una pulce nell'orecchio: dato che Jessa non studia più e non lavora, come si manterrebbe se non fosse sposata? Thomas-John si confronta immediatamente con la moglie e i due litigano pesantemente. Jessa non riesce a trovare una risposta soddisfacente alle accuse del marito e i due finiscono per lasciarsi. La ragazza corre quindi a casa di Hannah, infilandosi con lei nella vasca da bagno e versando lacrime amare, mentre l'amica la conforta.

## Voglio essere felice
- Titolo originale: One Man's Trash
- Diretto da: Richard Shepard
- Scritto da: Lena Dunham
- Guest star: Patrick Wilson (Joshua)

### Trama
Hannah e Ray stanno lavorando da Grumpy's, quando nel locale irrompe uno dei vicini, arrabbiatissimo perché continua a ritrovare nel cassonetto della spazzatura le buste di immondizia della caffetteria. L'uomo chiede che vengano rispettati gli spazi: Ray, in tutta onestà, sostiene di non sapere nemmeno di cosa si parli e lo caccia in malo modo. Hannah, senza farsi vedere, segue l'uomo fino a casa: la ragazza trova il coraggio di suonare il campanello, di entrare in casa e di confessare a Joshua (così il nome del vicino) di essere la responsabile dell'immondizia scambiata. Se inizialmente la ragazza buttava la spazzatura nel bidone di Joshua per necessità, non sapendo dove si trovava il cassonetto di Grumpy's, poi ne aveva quasi fatto un divertimento. Inaspettatamente, Hannah comincia a sentire una forte attrazione per Joshua e lo bacia: i due hanno così un rapporto sessuale e finiscono con l'avere una mini-relazione che dura tutto il weekend. Hannah si trova catapultata nel mondo di Joshua: più grande di lei di quasi dieci anni, divorziato, con un lavoro di successo e una casa bellissima, l'uomo ha l'effetto di sconvolgere la ragazza mostrandole un mondo che prima non conosceva. Joshua non ha fretta di fuggire al mattino, anzi si mostra contento se Hannah rimane a fargli compagnia; non deve affannarsi a cercare un lavoro stabile, non vive in un appartamento striminzito, non ha più paura di essere giudicato. Questo la porta a riflettere sulla propria situazione, finendo per scoppiare in lacrime davanti a Joshua e rivelargli le proprie riflessioni: Hannah aveva deciso di vivere una vita piena di esperienze, anche estreme, per poterne poi scrivere, arrivando anche ad atti di autolesionismo e situazioni imbarazzanti, ma in realtà ha scoperto di voler semplicemente essere felice e di volere un'esistenza normalmente tranquilla, come tutti gli altri. La ragazza decide quindi di abbandonare il proprio narcisismo e di smetterla di vivere per le altre persone, cercando solo la propria felicità: Joshua, però, è sopraffatto dalla cupezza del mondo interiore di Hannah e si ritrae. Hannah ritorna quindi a casa e al proprio lavoro da Grumpy's, dopo un weekend completamente surreale.

## Punti di (s)vista
- Titolo originale: Boys
- Diretto da: Claudia Weill
- Scritto da: Murray Miller

### Trama
Finalmente per la carriera di Hannah arriva qualcosa di significativo: la ragazza conosce David Pressler-Goings, famoso editore e blogger, che dopo aver letto i suoi scritti dichiara di credere molto in lei e le chiede di scrivere in breve tempo un e-book. Adesso, però, che c'è una scadenza impellente, Hannah non riesce più a scrivere: nel tentativo di risolvere la situazione, decide di accettare l'invito di Marnie a una festa a casa di Booth Jonathan, pur sapendo che si troverà in imbarazzo. Marnie si comporta da vera padrona di casa e organizza un party perfetto, salvo poi scoprire quello che Booth pensa veramente: la ragazza è solo l'ennesimo flirt occasionale, non una reale storia e tantomeno una relazione. Avvilita, Marnie scoppia a piangere disperata. Alla fine della serata, Hannah e Marnie si telefonano, ma nessuna delle due riesce ancora ad aprirsi e finiscono con il mentire ancora, fingendo che vada tutto bene. In cerca della sua copia di "Piccole Donne", che aveva prestato ad Hannah, Ray finisce a casa di Adam; i due parlano per la prima volta e finiscono a camminare per Staten Island insieme, nel tentativo di restituire un cane che Adam aveva rubato. Dopo un litigio a proposito di Hannah e Shoshanna, i due si separano in malo modo. Ray tenta quindi di riportare il cane per conto suo, ma una volta localizzato il proprietario, deve fare i conti con la figlia; la ragazza non rivuole indietro il cane e rivolge al ragazzo una scarica di insulti che lo feriscono profondamente.

## Genitori e figli
- Titolo originale: Video Games
- Diretto da: Richard Shepard
- Scritto da: Bruce Eric Kaplan
- Guest star: Ben Mendelsohn (Salvatore), Rosanna Arquette (Petula)

### Trama
Jessa, ancora sconvolta per la fine del suo matrimonio, decide di andare a trovare suo padre Salvatore, portandosi dietro Hannah, alle prese con le conseguenze dell'HPV. Salvatore vive in una piccola cittadina di campagna nello stato di New York, raggiungibile solo in treno, con la nuova moglie Petula e il fratellastro di Jessa, Frank, un diciannovenne insicuro. Salvatore e Petula vivono come degli hippy: il padre di Jessa è da sempre estraniato e freddo, di conseguenza non accoglie affettuosamente la figlia, come invece la ragazza si aspettava. Jessa e Hannah escono con Frank e un amico: durante una pazza notte nel bosco, i quattro si avventurano in auto nella foresta e Hannah e Frank finiscono col fare sesso. Quando Jessa lo viene a sapere, non prende la notizia molto bene e le due amiche hanno una discussione. Jessa affronta suo padre e gli rinfaccia di non esserle mai stato vicino e di averla sempre considerata un peso: Salvatore, colpito, promette che in futuro le cose cambieranno. L'uomo si offre di accompagnare le amiche alla fermata del treno, facendosi promettere da Jessa una visita in breve tempo, salvo poi abbandonarle in un negozio. Un'Hannah sconvolta e una Jessa per niente stupita arrivano quindi a piedi alla stazione. Mentre Hannah si assenta per un impellente bisogno di urinare, Jessa sparisce nel nulla, lasciando l'amica sola sulla strada per tornare a casa.

## Contare qualcosa
- Titolo originale: It's Back
- Diretto da: Jesse Peretz
- Scritto da: Lena Dunham & Steve Rubishteyn & Deborah Schoeneman

### Trama
Un vecchio demone di Hannah ritorna a farle compagnia: si tratta del disturbo ossessivo-compulsivo con cui la ragazza aveva avuto a che fare durante l'adolescenza. La sindrome OCD la spinge a ripetere ogni cosa otto volte, contando a bassa voce ma in maniera evidente: Hannah, sempre più stressata per la consegna impellente del suo ebook, non riesce a fronteggiare la malattia. I genitori della ragazza arrivano a New York e Hannah cerca di nascondere i sintomi del disturbo in tutti i modi: Loreen e Tad, però, scoprono immediatamente i problemi della figlia e la trascinano da uno psichiatra. Lì si scopre che il disturbo di Hannah è cominciato durante la scuola superiore e che i genitori sono estremamente preoccupati del fatto che potrebbe avere il sopravvento su di lei. Marnie viene a sapere che Charlie è diventato estremamente ricco: il ragazzo ha inventato un'app che impedisce di contattare gli ex fidanzati, ispirata dalla loro brusca rottura, che si è presto trasformata in un business milionario. La notizia la colpisce molto e Marnie rivela, finalmente, a se stessa il sogno della sua vita: cantare. Shoshanna va alla festa di una compagna di corso: nel palazzo, ha un flirt e un rapporto sessuale con il portiere. Questo porta la ragazza a riflettere sulla relazione fra lei e Ray. Adam ricomincia a frequentare gli Alcolisti Anonimi: durante una riunione, il ragazzo conosce una signora che gli combina un appuntamento con la figlia. Natalia si rivela essere una ragazza estremamente carina e simpatica, e i due cominciano a uscire insieme.

## Un momento difficile
- Titolo originale: On All Fours
- Diretto da: Lena Dunham
- Scritto da: Lena Dunham & Jenni Konner

### Trama
David fa sempre più pressione su Hannah affinché l'ebook della ragazza venga pubblicato in fretta: questo fa peggiorare sempre di più il disturbo OCD di Hannah. La ragazza ormai si muove in un universo parallelo, ripetendo all'infinito ogni cosa per otto volte; cercando di pulirsi un orecchio, arriva perfino a conficcarsi un cotton-fioc nel timpano. Dolorante e sanguinante, Hannah si reca all'ospedale, sentendosi più sola che mai. Adam e Natalia, intanto, continuano a uscire insieme; quando i due fanno sesso, i modi animaleschi di Adam spaventano la ragazza. Mentre Adam poteva tranquillamente mostrare il suo lato oscuro ad Hannah, Natalia cerca invece di controllarlo, e questo spinge il ragazzo a riflettere. Ray avverte che Shoshanna è sempre più distante, e cerca di fare di tutto per riconquistarla, con pochi risultati. Marnie viene invitata ad una festa aziendale che Charlie ha organizzato per celebrare il successo della sua app; l'ex fidanzato la tratta freddamente, nonostante i tentativi di riavvicinamento della ragazza. A un certo punto, Marnie prende il microfono e canta una canzone per Charlie, coronando il suo sogno di cantare in pubblico ma mettendolo in imbarazzo; quando i due rimangono soli, Charlie rimprovera Marnie, ma i due finiscono di nuovo a letto assieme.

## Insieme
- Titolo originale: Together
- Diretto da: Lena Dunham
- Scritto da: Judd Apatow & Luna Dunham

### Trama
La povera Hannah sta sempre peggio: chiusa nel suo appartamento, privata dell'appoggio dei genitori e degli amici, con un orecchio ancora sanguinante, la ragazza si chiede come fare per andare avanti. In preda alla rabbia, Hannah telefona a Jessa e le lascia un messaggio disperato, chiedendole dov'è e rinfacciandole di non essere presente quando c'è più bisogno di lei. Dopo un brunch, appare evidente che i tentativi di Ray per riconciliarsi con Shoshanna sono andati a vuoto: il ragazzo non capisce cosa sia improvvisamente cambiato nella loro relazione, ma si dichiara comunque innamorato, presente e desideroso di risolvere tutti i problemi. Shoshanna allora gli confessa di aver fatto sesso con un altro, gli dice di aver bisogno di spazio e lo lascia, lasciandolo triste e interdetto. Marnie e Charlie proseguono la loro accesa riunione, ma la ragazza sente il bisogno di definire la situazione, avendo il timore che Charlie la stia solo usando per avere un rapporto sessuale: i sentimenti del ragazzo per lei, però, sono veri, e i due tornano insieme, dichiarando di essersi sempre amati. Sentendosi completamente sola al mondo, Hannah chiama Adam su Facetime: non appena il ragazzo vede che è lei, mette a soqquadro l'appartamento per rispondere e, una volta resosi conto che la ragazza sta male, si precipita nell'appartamento di Hannah mezzo nudo, sollevandola tra le sue braccia e rivelandole di non essersene mai andato veramente.